# Mathis der Maler

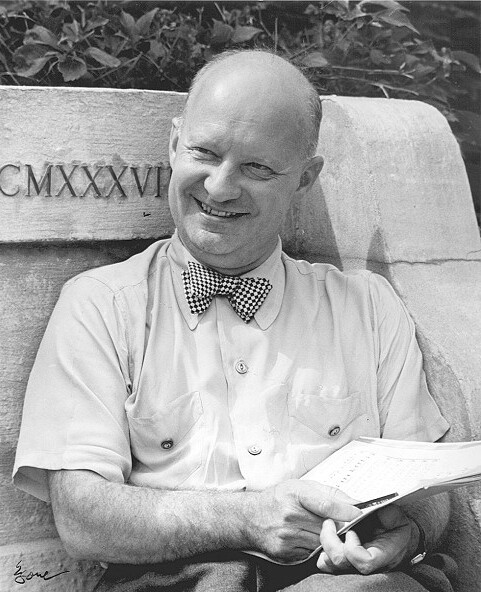
Paul Hindemith 1945

Mathis der Maler är en tysk opera i sju scener med musik av Paul Hindemith. Libretto av tonsättaren inspirerad av Isenheimaltaret av 1500-talsmålaren Matthias Grünewald.

## Historia
Efter misslyckade samarbetsförsök med kända författare, bland andra Gottfried Benn, Bertolt Brecht och Ernst Penzoldt, skrev Hindemith själv ett libretto, som först var tänkt som en opera om boktryckaren Johannes Gutenberg. Först efter Adolf Hitlers maktövertagande i januari 1933 vände han sig istället till berättelsen om målaren Mathis. Det första textutkastet låg klart i september 1933 och Hindemith komponerade först för- och mellanspelen, som under ledning av Wilhelm Furtwängler i mars 1934 uppfördes som symfonin Mathis der Maler. Med operan hade Hindemith skapat ett av sina mest betydelsefulla verk, som handlar om en djupgående uppgörelse med konstnärens uppgift i samhället och som i en krigssituation blir medveten om omvärlden och aktivt går in i kampen för en bättre värld. Detta budskap behagade inte nazisterna. När operan var klar för uruppförande vid Berlinoperan säsongen 1934/35 förbjöds premiären av makthavarna. Hindemiths konst förklarades vara urartad och därmed förbjuden. Hindemith gav senare motsträvigt sitt tillstånd till att uruppförandet ägde rum på Stadttheater i Zürich den 28 maj 1938. Den svenska premiären ägde rum på Stockholmsoperan den 9 mars 1950 med Sigurd Björling som Mathis, Birgit Nilsson som Ursula och Elisabeth Söderström som Regina.. Först 1946 hade operan premiär i Tyskland.

## Om operan
Kompositionstekniskt använde sig Hindemith av formtyper från barocken, som till exempel chaconne eller concerto grosso. Han fogar i sin utvidgade tonalitet in passager i kyrkotonarter till en homogen helhet. Särskilt populärt blev operans förspel, änglakonserten med citatet av den tyska visan Es sungen drei Engel från vissamlingen Des Knaben Wunderhorn - samma visa som Gustav Mahler använde i femte satsen till sin tredje symfoni. Den linjära melodiken och den tydliga texten underlättade mottagandet av verket.
Svårigheterna med att på scen framföra det här såväl intellektuella som musikaliskt betydelsefulla verket består bland annat i att gestalta den medeltida målaren i hans yrkesutövning. Ett snarlikt problem är även relevant för Puccinis opera Tosca. Hindemiths idé om konstnären som en utvald förkunnare av sanningen lockar ofta sångarna att inta en missionerande hållning i rollgestaltningen. Operans ämne verkar här på något sätt komma i vägen: vad Hindemith menade var att den moderna människan ansvarar för sina handlingar.

## Roller
| Roller                                                           | Stämma    | Premiärbesättning den 28 maj 1938 (Dirigent: Robert Denzler) |
| ---------------------------------------------------------------- | --------- | ------------------------------------------------------------ |
| Albrekt av Magdeburg och Mainz, Kardinal och ärkebiskop av Mainz | tenor     | Peter Baxevanos                                              |
| Grevinnan Helfenstein                                            | kontraalt |                                                              |
| Hans Schwalb, ledare för bondeupproret                           | tenor     |                                                              |
| Regina, Schwalbs dotter                                          | sopran    | Emmy Leni Funk                                               |
| Lorenz von Pommersfelden, domkyrkodekan i katedralen i Mainz     | bas       | Fritz Honisch                                                |
| Riedinger, förmögen borgare i Mainz                              | bas       | Albert Emmerich                                              |
| Ursula, Riedingers dotter                                        | sopran    | Judith Hellwig                                               |
| Mathis, en målare, förälskad i Ursula                            | baryton   | Asger Stieg                                                  |
| Sylvester von Schaumberg, en arméofficer                         | tenor     |                                                              |
| Kurfursten av Waldburg, armégeneral                              | bas       | Marko Rothmüller                                             |
| Wolfgang Capito, Albrekts rådgivare                              | tenor     | Fridolin Mossbacher                                          |

## Handling

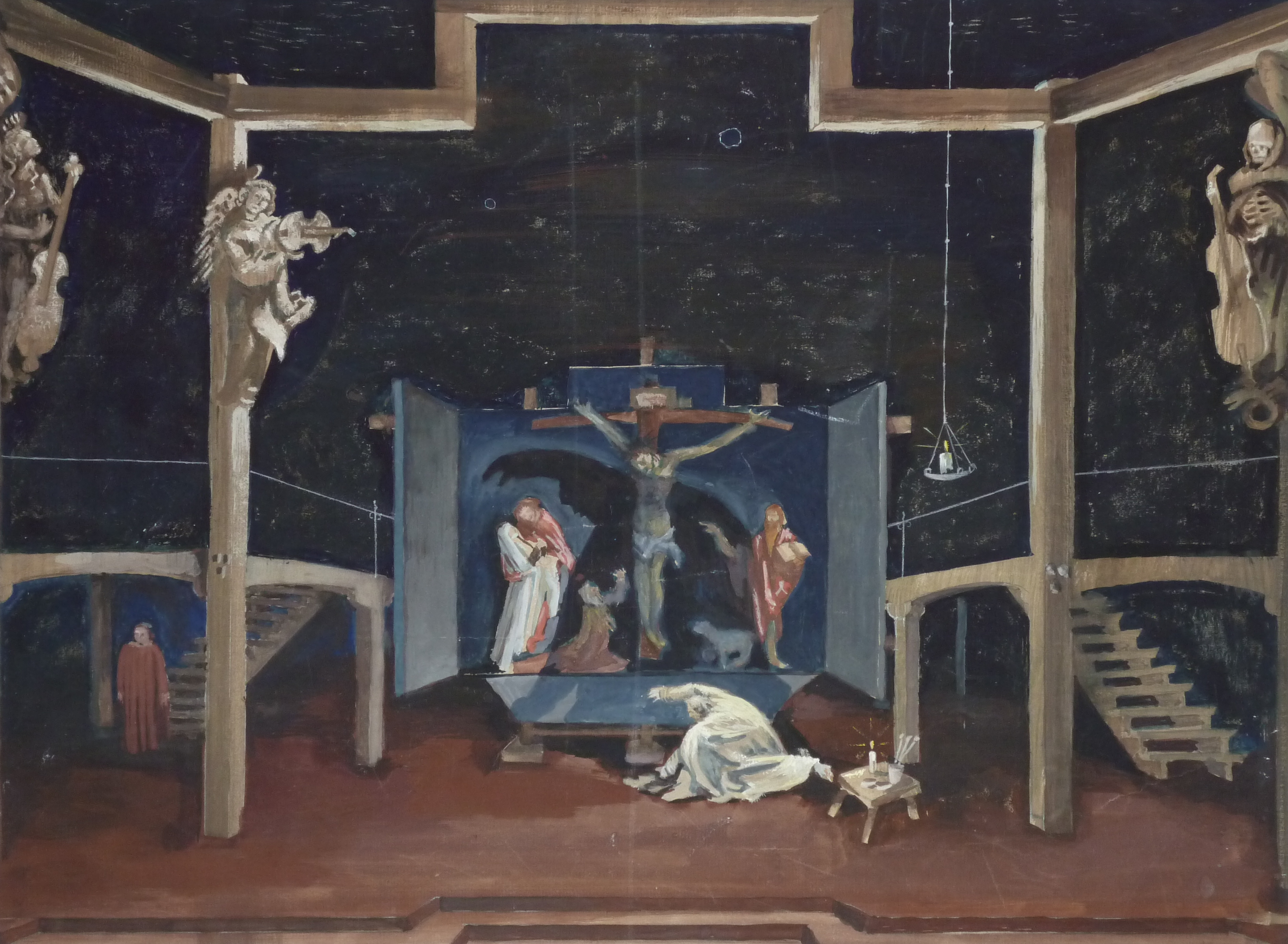
Scenbild från en föreställning i München 1948.

Operan utspelar sig i Mainz med omnejd omkring 1525.

### Scen 1
Antoniterklostret i Mainz. Den sårade bondeledaren Schwalb finner tillsammans med dottern Regina en tillflykt i klostret, vars korsgång håller på att utsmyckas konstnärligt av målaren Mathis. Munkarna ser till Schwalbs sår. Schwalb förebrår Mathis för att han sysslar med onyttig konst i tider som dessa. Mathis känner sig dragen till flickan och ger henne ett brokigt band som han har fått i kärlekspant av den rika borgardottern Ursula. När soldathären når fram till klostret, skänker Mathis bondeledaren sin häst för att denne skall kunna fly. Härföraren hotar med att ange Mathis för dennes herre, kardinal Albrecht.

### Scen 2
Salen i Martinsburg i Mainz. Invånarna är samlade för att ta emot ärkebiskopen, men katoliker och protestanter råkar i slagsmål. Då anländer kardinal Albrecht, som har utnämnts till ärkebiskop, och överlämnar Den helige Martins reliker till staden. Tack vare kardinal Albrecht upphör meningsmotsättningarna mellan de katolska och protestantiska borgarna. Mathis har återvänt till sin herre och hälsas hjärtligt välkommen av Ursula Riedinger, som älskar honom. Hennes rike far har lovat kardinal Albrecht att bidra med penningmedel för att gynna konsten, under förutsättning att ett planerat bokbål avstyrs. Men den liberale kardinalen förmår inte hävda sig mot den dogmatiske dekanen som har fått sina order från Rom. Kardinalen vill att Mathis skall utsmycka ett skrin för de nya relikerna men hans kolleger framhåller att kassakistan är tom, och Sylvester von Schaumburg anklagar Mathis för att ha hjälpt Schwalb att fly. Mathis vädjar för böndernas räkning och förklarar att han inte kan arbeta som konstnär så länge oskyldigt blod flyter. Han lämnar kardinalens tjänst, mycket mot dennes önskan.

### Scen 3
Riedingers hus vid marknadsplatsen i Mainz. De böcker som protestanterna har försökt gömma hos Riedinger upptäcks och förs till bålet. För att kardinalen skall kunna betala sina skulder, föreslår hans rådgivare Capito att han skall ansluta sig till protestanterna. Capito visar ett brev från Luther till kardinalen där han föreslåt att ärkebiskopen skall utträda ut celibatet. Capito hoppas att Albrecht skall lösa sina ekonomiska problem genom att lyssna till rådet och gifta sig med Ursula. Men Ursula älskar Mathis, som dock förkastar tanken på en borgerlig tillvaro och drar ut i kampen för de rättslösas sak.

### Scen 4
Königshofen, ett litet torg med illa åtgångna hus. Bönderna har erövrat Königshofen och dödat greven av Hilfenstein. När de sedan förödmjukar dennes gemål, träder Mathis emellan och kommer i gräl med bönderna, över deras våldsdåd. Schwalb, som ledsagas av Regina, kallat sitt folk till ordning och säger att det inte är Mathis som är fienden, utan den anryckande soldathären. Bönderna förlorar striden. Schwalb dör och Mathis undgår avrättning endast tack vare att grevinnan går emellan och utverkar hans benådning. Han lämnar slagfältet tillsammans med Regina.

### Scen 5
Kardinalens arbetsrum på Martinsburg. Kardinal Albrecht invänder mot att gifta sig enbart för materiell vinnings skull. När Ursula för hans omvändelse till protestantismen på tal, inser han att hon inte handlar av kärlek till honom utan av djup religiös övertygelse. Han beslutar då att inte överge sin egen tro utan istället bryta upp ur sin tillvaro och bli eremit.

### Scen 6
Odenwald, ett område med stora träd: skymning. Regina är upprörd av skräckupplevelserna och kan inte somna. Mathis berättar för henne om musicerande änglar, men verklighet och fantasi går över i vartannat. I en vision upplever Mathis hur S:t Antonius låter honom se de världsliga frestelserna. Därefter uppträder S:t Paulus i kardinal Albrechts skepnad och uppmanar honom att fortsätta sitt skapande.

### Scen 7
Mathis verkstad i Mainz. Natt. Efter att Mathis har fullbordat Isenheimaltaret, dör Regina, som har vårdats av Ursula. Innan hon dör ger hon Ursula det band hon fått av Mathis. Hennes död manar Mathis att själv söka slutet. Han avböjer en hedersam inbjudan från kardinal Albrecht och ordnar sina fattiga ägodelar.